# Postira
Postira ist eine Gemeinde auf der Insel Brač in der Gespanschaft Split-Dalmatien, Kroatien. Der Hafenort liegt an der Nordküste der Insel, zehn Kilometer östlich von Supetar, und hat 1.538 Einwohner (Volkszählung 2021). Der Ort ist von malerischen Buchten wie Lučice oder Duboka umgeben. Nur etwa drei Kilometer östlich liegt eine über eine enge und steile Zufahrt erreichbare Sandbucht. Parken und Baden sind gebührenpflichtig.
In Postira ist das Parken wegen enger Straßen und fehlenden Parkflächen teilweise problematisch.

## Ortsteile
- Postira
- Dol

## Wirtschaft
- Fischindustrie (Sardinen)
- Anbau von Oliven und Mandarinen
- Herstellung von Olivenöl
- Tourismus

## Persönlichkeiten
- Vladimir Nazor (1876–1949), kroatischer Schriftsteller
- Jakša Petrić (1922–1993), jugoslawischer Politiker und Diplomat
- Ivo Škarić (1933–2009), kroatischer Sprachwissenschaftler

## Galerie

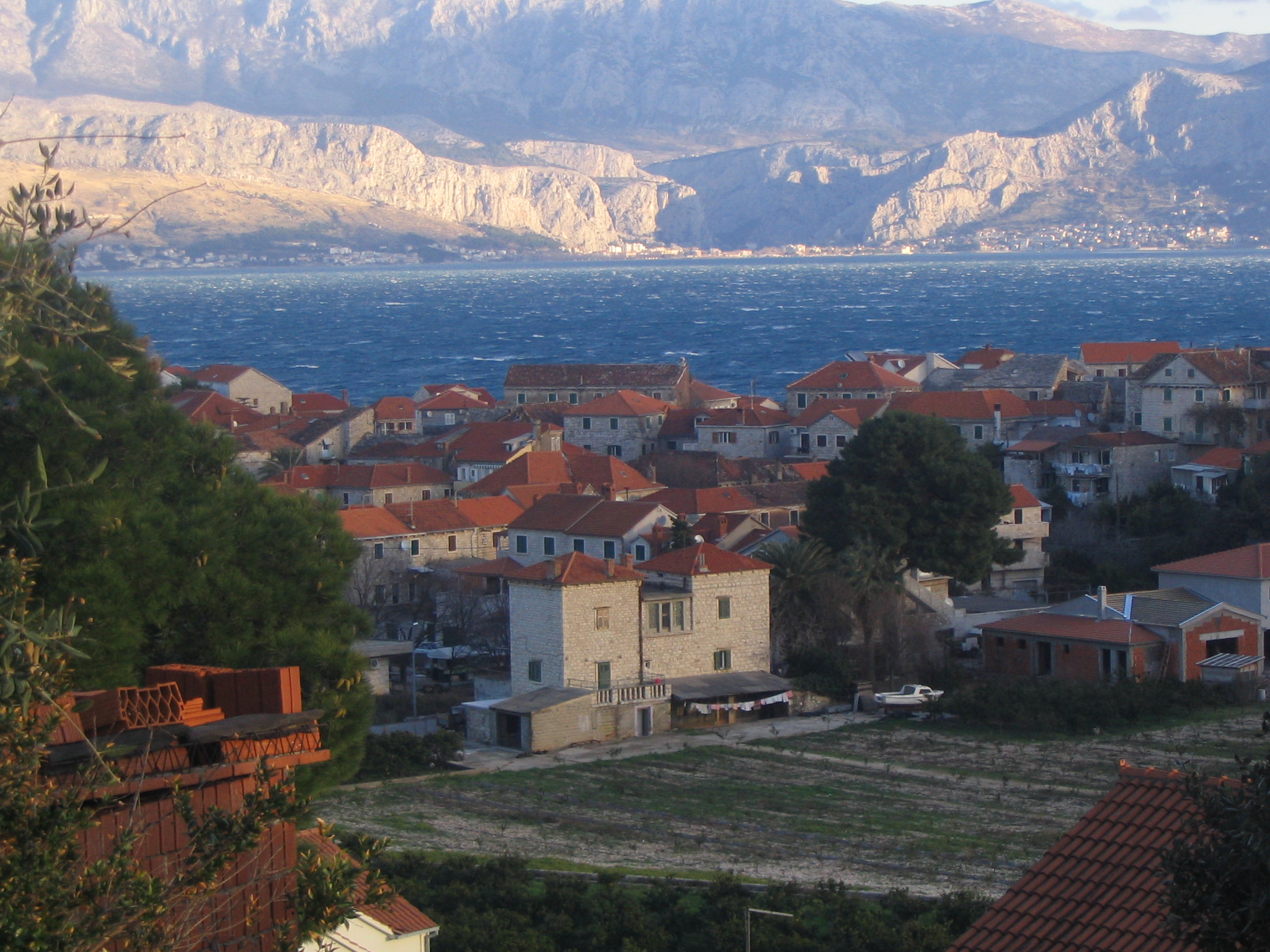
Postira, Blick von Süden
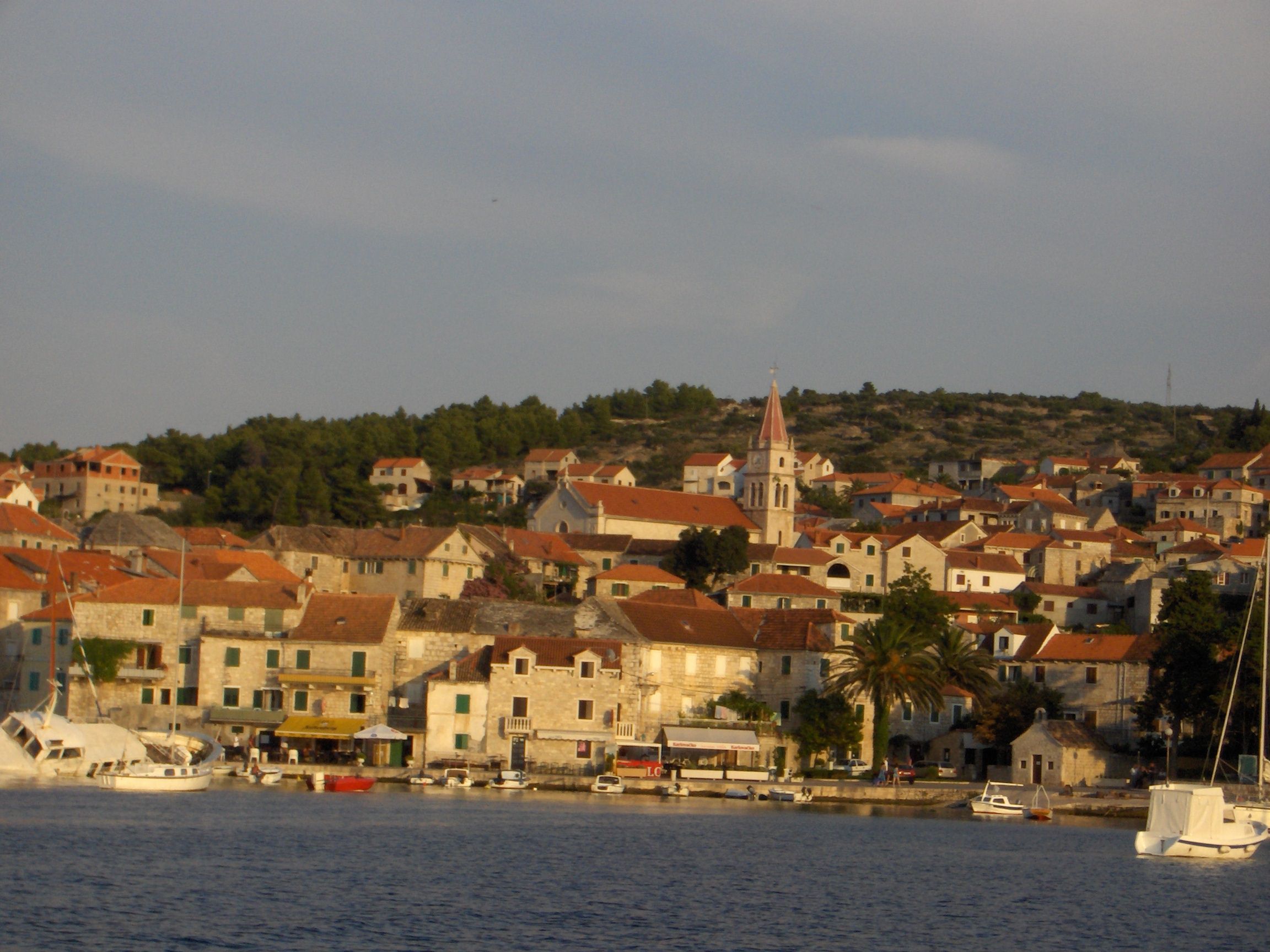
Postira, Blick vom Meer
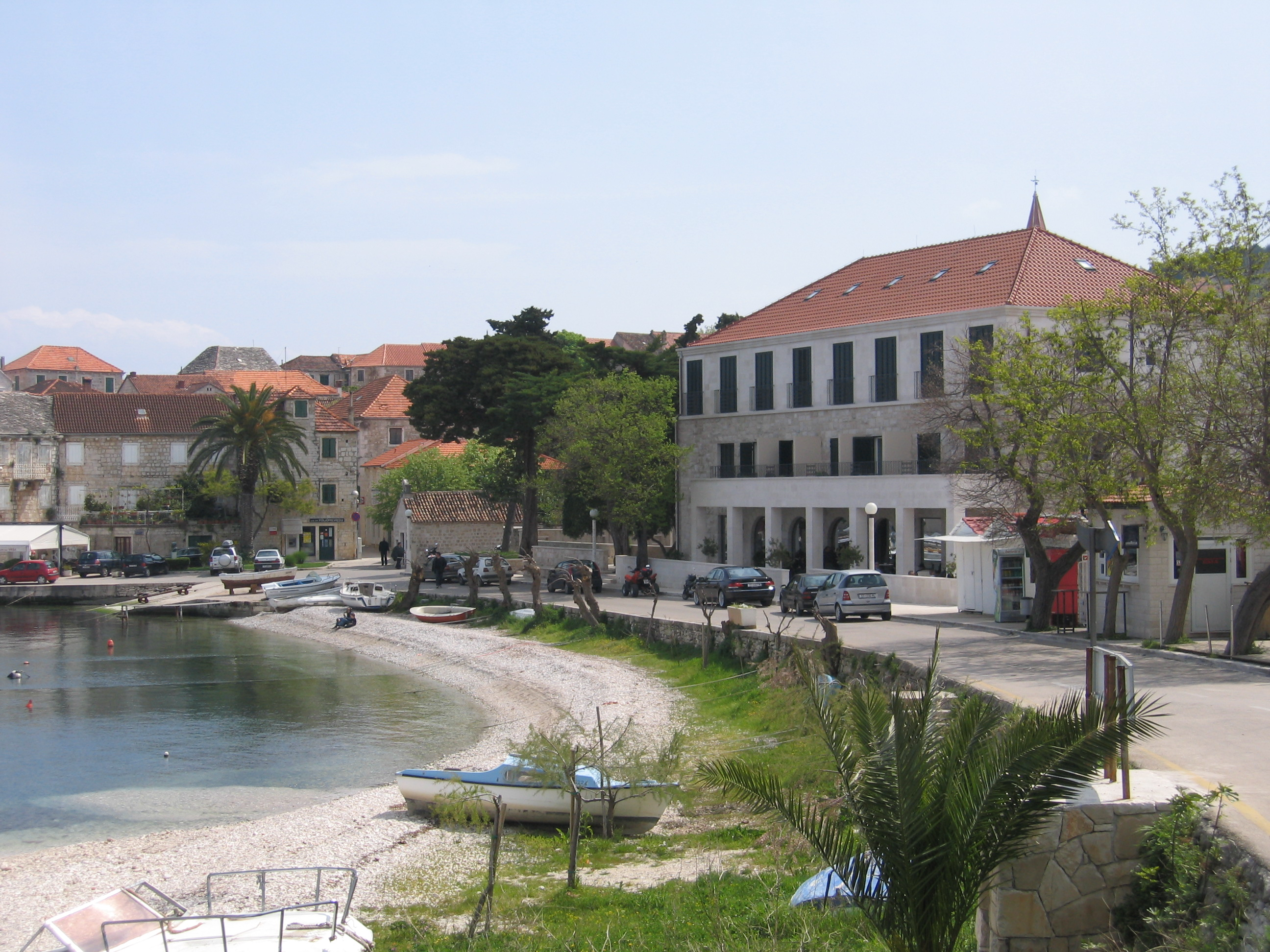
Hafenpromenade
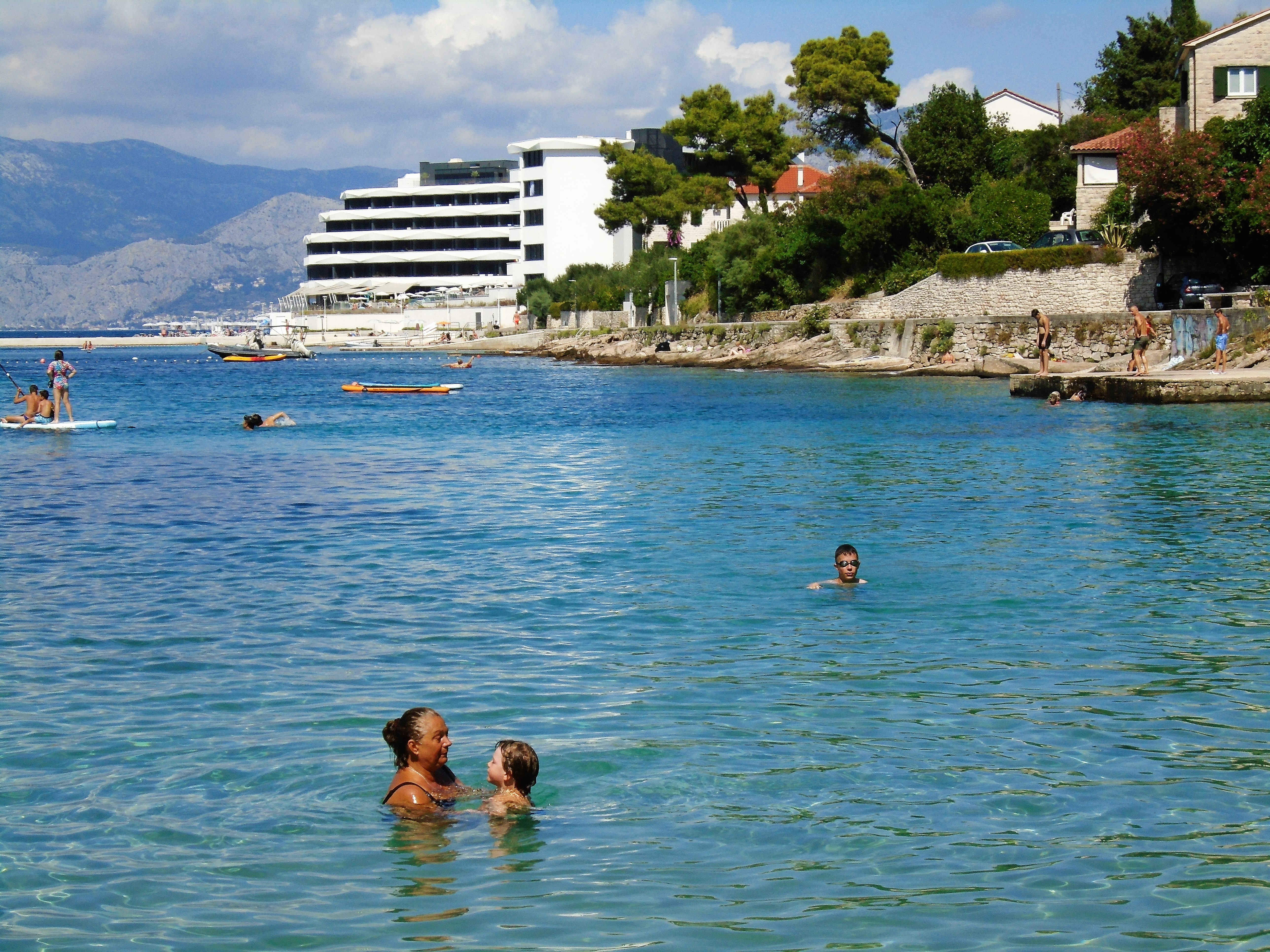
Strand Prvlja im westlichen Teil des Ortes
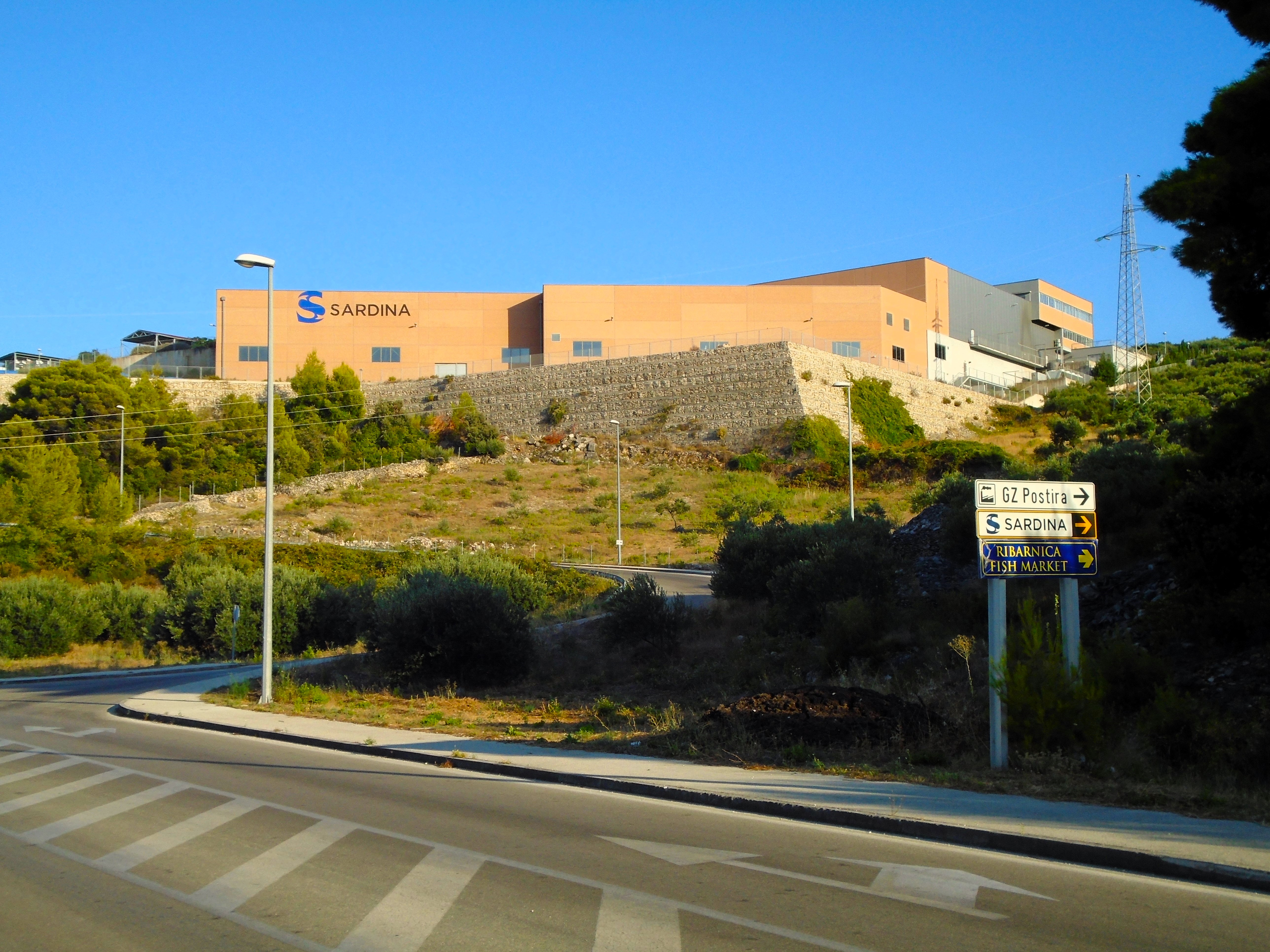
„Sardina“ – Fischverarbeitungsfabrik in Postira